# Рыбка (мультфильм)
«Рыбка» — российский рисованный мультфильм, премьера состоялась 20 февраля 2007 года на студии «Союзмультфильм».

## Сюжет
Мир маленького ребёнка удивительный и сложный. Незначительное событие в его жизни может стать настоящей бедой, а доброта и тепло детской души способны совершить чудо… даже оживить рыбку

## Награды
- 2007 — XII Общероссийский фестиваль анимационных фильмов в Суздале — Специальный приз
- 2007 — XVI Международный кинофорум «Золотой Витязь» — Приз за второй лучший фильм Серебряный витязь
- 2007 — XII Всероссийский фестиваль визуальных искусств «Орлёнок» — Диплом
- 2007 — XII Московский международный фестиваль детского анимационного кино «Золотая рыбка» — Приз за лучший фильм для детей
- 2007 — X Международный фестиваль анимационного кино «Анимаевка», Белоруссия — Специальный приз
- 2007 — IX Минский международный фестиваль детского и юношеского кино «Лістападзік», Белоруссия — Приз за лучший дебют
- 2007 — IV Благотворительный кинофестиваль «Лучезарный ангел» — Диплом
- 2008 — III Международный Сретенский православный кинофестиваль «Встреча» — II Приз за лучший анимационный фильм «Хрустальный подсвечник»
- 2008 — XV Конкурс студенческих и дебютных фильмов «Святая Анна» — Диплом
- 2008 — VII International Film Festival «Nueva Mirada» for Children and Youth, Аргентина — Приз за лучший короткометражный фильм для детей «Golden Kite»
- 2008 — SAPPORO Short Film Festival, Япония — Приз за лучший детский фильм; Серебряный приз детского жюри
- 2008 — VI Международный фестиваль православного кино «Покров», Украина — Приз за лучший анимационный фильм; Диплом фестиваля
- 2008 — V China International Animation and Digital Arts Festival, Китай — Специальный приз в разделе короткометражных фильмов
- 2008 — KOLIBRI International festival of audiovisual production for children and adolescents, Боливия — Специальный приз жюри в разделе анимации
- 2008 — Bradford Animation Festival, Англия — Приз за лучший анимационный фильм для детей
- 2009 — 37 Festival der Nationen, Австрия — Серебряный медведь Эбензее
- 2009 — Animae Caribe Animation & New Media Festival, Тринидад и Тобаго — Приз за лучшую анимацию

## Кадры из мультфильма